# Хани (буква)
Хани (ხ, груз. ხანი) — тридцать первая буква современного грузинского алфавита и тридцать четвёртая буква классического грузинского алфавита.

## Использование
В грузинском языке обозначает звук [χ]. Числовое значение в изопсефии — 6000 (шесть тысяч).
Также используется в грузинском варианте лазского алфавита, используемом в Грузии. В латинице, используемой в Турции, ей соответствует x.
Ранее использовалась в абхазском (1937—1954) и осетинском (1938—1954) алфавитах на основе грузинского письма, после их перевода на кириллицу в обоих случаях была заменена на х.
В системах романизации грузинского письма передаётся как x (ISO 9984, ALA-LC), kh (BGN/PCGN
1981, национальная система, BGN/PCGN 2009). В грузинском шрифте Брайля букве соответствует символ ⠓ (U+2813).

## Написание
| Асомтаврули | Нусхури | Мхедрули |
| ----------- | ------- | -------- |
|             |         |          |

## Кодировка
Хани асомтаврули и хани мхедрули включены в стандарт Юникод начиная с самой первой его версии (1.0.0) в блоке «Грузинское письмо» (англ. Georgian) под шестнадцатеричными кодами U+10BE и U+10EE соответственно.
Хани нусхури была добавлена в Юникод в версии 4.1 в блок «Дополнение к грузинскому письму» (англ. Georgian Supplement) под шестнадцатеричным кодом U+2D1E; до этого она была унифицирована с хани мхедрули.
Хани мтаврули была включена в Юникод в версии 11.0 в блок «Расширенное грузинское письмо» (англ. Georgian Extended) под шестнадцатеричным кодом U+1CAE.